# Dušan Mramor
Dušan Mramor (Lubiana, 1º novembre 1953) è un politico sloveno.
Esponente del Partito del Centro Moderno, dal settembre 2014 ricopre la carica di Ministro delle finanze nel Governo Cerar.